# Бартоломео Аманати
Бартоломео Аманати (на италиански: Bartolomeo Ammanati) е един от най-плодовитите флорентински скулптори и архитекти в стила маниеризъм. Съпруг е на поетесата Лаура Батифери.

## Биография
Учи при Бачо Бандинели и Якопо Сансовино (на когото помага при изграждането на пристройката на Библиотека Марчана). Като скулптор подражава на Микеланджело. Неговите статуи правят впечатление не толкова с величественост, колкото с масивност. На флорентинския площад на Синьорията се издига най-известната от тях – фонтана на Нептун. Той работи над нея 10 години, заедно с ученици сред които е и Джамболоня.
В историята Аманати остава известен преди всичко като архитект. Във Флоренция прави моста Санта Тритина през Арно. Довършва и палацо Пити. Излива по калъпа на Микеладжело и известните стълби в библиотека Лауренциана. Славата на Аманати достига папа Юлий III, който го извиква да му построи римска вила заедно с Вазари и Виньола.
През последните години от живота си Аманати се отдава на религията и заклеймява възпроизвеждането в камък на голи тела като престъпление срещу нравствеността. Завещава състоянието си на йезуитите.